# 741. grenadirski polk (Wehrmacht)
741. grenadirski polk (izvirno nemško 741. Grenadier-Regiment; kratica 741. GR) je bil pehotni polk Heera v času druge svetovne vojne.

## Zgodovina
Polk je bil ustanovljen 15. oktobra 1942 za potrebe 714. pehotne divizije. 
1. aprila 1943 je bil preoblikovan v 741. lovski polk.